# Cognizant
Cognizant est une entreprise multinationale américaine fournissant des services d’informatique et de conseil, ayant son siège social à Teaneck, New Jersey aux États-Unis. Elle exerce une activité significative en Inde.
Cognizant est un acteur dans les opérations bancaires et les services financiers, l'assurance, la santé et les sciences de la vie, la vente au détail, la fabrication, la logistique, le voyage et l'hôtellerie, les communications ainsi que l'information, les médias et les industries du spectacle.

## Histoire
Fondée en 1994 comme une division de développement informatique et de maintenance de la société « Dun & Bradstreet Corporation », Cognizant devient une organisation indépendante deux ans plus tard.
Cognizant apparait sur la liste Nasdaq en 1998 et rejoint l'index NASDAQ-100 en 2004. Le 16 novembre 2006, Cognizant est déplacé vers les sociétés à moyenne capitalisation S&P 500.
En septembre 2014, Cognizant acquiert TriZetto, spécialisée dans l'externalisation dans le secteur de la médecine, pour 2,7 milliards de dollars,.
Le 24 juin 2015, l'entreprise signe un contrat de plusieurs millions de dollars avec Escorts Group, en Inde.
Le 30 juin 2015, Cognizant devient le partenaire de NTUC Fairprice, une chaîne de supermarchés basée à Singapour.
En avril 2018, Cognizant et un consortium d'assureurs-vie indiens annoncent le développement d'une solution blockchain.
En juin 2024, Cognizant annonce l'acquisition pour 1,3 milliard de dollars de Belcan, une entreprise américaine de 10 000 employés fournissant des services d’informatique pour l'aéronautique, l'automobile et encore la défense.

## Opérations

### Localisation

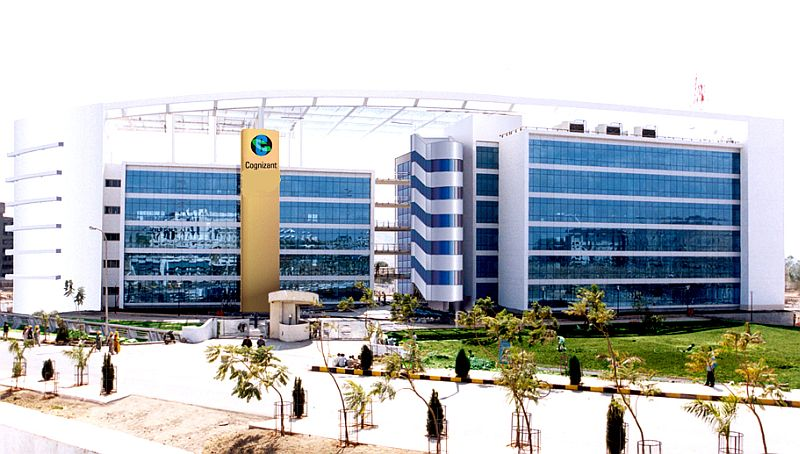
Locaux de Cognizant à Pune, Inde

Cognizant emploie près de 318 000 personnes dans le monde[Quand ?]. En plus de son siège social à Teaneck, New Jersey, Cognizant possède cinq autres centres de services aux États-Unis : Bentonville, Bridgewater, Chicago, Holliston et Phoenix. L'entreprise possède également des centres de services locaux, régionaux et globaux au Royaume-Uni, en Europe, en Inde, en Chine, aux Philippines, au Canada, en Argentine, et au Mexique.
La majorité des effectifs de l'entreprise (environ 200 000) est basée en Inde, répartie entre les villes de Chennai, Coïmbatore, Kolkata, Bangalore, Hyderabad, Pune, Mumbai, New Delhi, et Cochin. En France, Cognizant emploie plus de 1000 personnes sur cinq principaux sites : Paris (siège social), Levallois-Perret, La Défense, Grenoble, Lyon et Marseille.

### Business Units
Selon les états financiers de 2020, la majeure partie des revenus de Cognizant provient de clients opérant dans les Services financiers (33,1 %) et la Santé (29,3 %). Les autres sources importantes de revenus sont les clients des secteurs « Industrie, Distribution et Logistique » (22,7 %), « Communication, Information, Médias et divertissement, et Technologies »(14,9 %). En ce qui concerne la répartition géographique, la majorité des revenus est générée par l'Amérique du Nord (74,6 %) et l'Europe (18,8 %).